# Muhamed Hadžimulić
Hadži háfiz Muhamed-efendija (event. Muhammed) Hadžimulić (1866 Sarajevo, Bosna a Hercegovina – 17. října 1918 Sarajevo, Bosna a Hercegovina) byl bosenskohercegovský islámský pedagog bosňáckého původu.

## Životopis
Narodil se do rodiny obuvníka. V rodném městě dokončil základní i vyšší islámskou školu, mezi nimi Císařovu (Careva medresa) a Gazi Husrev-begovu medresu. Po škole byl pomocným mudarrisem, muidem, v sarajevské Gazi Husrev-begově medrese a pak řádným mudarrisem v Merhemićově medrese (Merhemića medresa). Dlouhá léta byl též imámem a hatíbem, kazatelem, v Gazi Husrev-begově mešitě. Roku 1899 byl jmenován učitelem orientálních předmětů v sarajevské ruždii (II. národní chlapecké základní škole). Mezi lety 1912 a 1918 (15. října 1912 – 17. října 1918) byl profesorem Šarí‘atské soudní školy. Na této pozici zemřel.